# تطوير ويب
تطوير الويب (بالإنجليزية: Web development) : هو مصطلح واسع للاعمال المشاركة في تطوير المواقع الالكترونية للشبكة العنكبوتية العالمية للانترنت أو للإنترانت (الشبكة الخاصة), تطوير الويب يتراوح ما بين تطوير صفحة ثابتة بسيطة بنص عادي إلى تطبيقات الإنترنت المعقدة, والأعمال التجارية الإلكترونية وخدمات الشبكة الاجتماعية.
توجد قائمة طويلة بما يمكن ان يعنيه مصطلح تطوير ويب من ضمنها هندسة الويب وتصميم مواقع الويب وتطوير محتوى الويب وبرمجة لطرف جهاز المستخدم (client-side) وبرمجة لطرف جهاز الخادم (server-side scripting) وخادوم الويب (web server) وأمن الشبكات (network security) والتجارة الإلكترونية (e-commerce), مصطلح تطوير الويب بالنسبة للمحترفين لا يشمل جوانب التصميم لبناء موقع الكتروني (له مصطلح خاص وهو تصميم الويب Web Design) بمعنى الكتابة بلغة الترميز والبرمجة.
مؤخرا معظم معاني تطوير الويب اصبحة تشير إلى نظام إدارة المحتوى (CMS), هذه النظم لادارة المحتوى يمكن ان تنشئ من الصفر وتكون مصادرر مفتوحة أو امتلاكية، مصطلح نظم إدارة المحتوى بمعناه العام الواسع يمكن ان يعني الوسيطة ما بين قاعدة البيانات والمستخدم من خلال المتصفح، الفوائد العظيمة من نظم إدارة المحتوى (Content Managment Systems) انها تسمح للاشخاص الغير تقنين أو المتخصصين بتطوير المواقع بعمل تغيرات في مواقعهم بدون الحاجة بمعرفة تقنية أو برمجية.
من أهم المواقع التي يجب ان يلجا لها أي مطور ويب منظمة ورابطة الشبكة العالمية (W3C).

## ما ينتجه مطور الويب

### مواقع ذات محتوى ينفذ عندالمستخدم
هذا النوع ظهر أولاً. على يد السير تيم بيرزلي مخترع الأنترنت. حيث عمل على إنشاء لغة HTML ليبني بذلك أول موقع ثابت. والمقصود بالثابت أي أن المحتوى لا يتغير تبعا للزائر بل الوحيد الذي يغيره هو صاحب الموقع أو مدير الشبكة. يستخدم هذا النوع للغات تتعلق بوصف الصفحة وشكلها الظاهري مثل:
- HTML
- CSS
- XHTML

بعد تطور الأنترنت ظهرت لغات وتقنيات أخرى ذات طبيعة تنفيذية تمكنك من إنشاء برامج أو عمليات حسابية أو إنشاء واجهات مستخدم وغيرها مثل:
- جافا سكربت
- في.بي سكربت
- أدوبى فلاش
- سيلفر لايت

### مواقع ذات محتوى ينفذ فيالخادم
هذا النوع ظهر نتيجة الحاجة إلى توسيع مهام الأنترنت. من مجرد كتابات مقروءة إلى تطبيقات ذكية تلبي حاجات المستخدم وتطوع قدراتها له حيث تمت التجربة الأولى بصنع موقع تفاعلي بلغة Perl. ثم تبعتها اختراع لغة PHP المخصصة للتنفيذ على خوادم الأنترنت وقد أضيف لهذا المجال لغات وتقنيات أشهرها:
- PHP
- Perl
- Python
- ASP
- JSP
- اندماج بارد

## الشكل النهائي لمواقع الأنترنت
حالياً لا تستطيع أن تفصل بين هذين النوعين من المواقع لاشتراك جميع هذه التقنيات معاً في تكوين موقع واحد ألا وهو موقع الأنترنت التفاعلي حيث ظهرت نتيجة هذا التزاوج تقنية AJAX.

## تطوير الويب كصناعة
منذ منتصف التسعينيات غدت صناعة الويب كواحدة من أسرع الصناعات نمواً على المستوى العالمي، ففي العام 1995 كان هنالك في الولايات المتحدة الأمريكية أقل من ألف شركة مختصة بتطوير المواقع الإلكترونية، ولكن بحلول عام 2005 كان هنالك أكثر من ثلاثين ألف شركة مختصة بهذا المجال في الولايات المتحدة وحدها.
إضافة إلى ذلك إن كلفة تطوير المواقع الإلكترونية واستضافتها قد تقصلت على نحو سريع، فقد كان سابقاً يكلف إنشاء موقع إلكتروني ألافاً من الدولارات في حين أن المستخدم الآن يستطيع أن يطور موقعه الخاص مجاناً باستخدام واحدة من أدوات بناء المواقع كالتي توفرها شركة جوجل وغيرها، أصبحت الآن أصغر شركات تطوير المواقع على الإنترنت قادرة على دخول السوق وتقديم خدماتها للشركات الصغيرة والأفراد، مما يشكل دافعاً لنمو هذه الصناعة بشكل حثيث.
بقدر ما هنالك أداوت ومنصات معتبرة لصناعة الويب والتي قد تشكل عبئاً مالياً على المستخدم فإنه بالمقابل هنالك الكثير من الخيارات المجانية والمفتوحة المصدر بنفس الوقت، إحدى هذه الأمثلة الشائعة هو الخادم المحلي لامب وهو عبارة عن حزمة تتضمن خادوم إتش تي تي بي أباتشي، بي إتش بي، ماي إس كيو إل وقابلة للعمل في بيئة جنو/لينكس التشغيلية، وقد ساهم هذا في تطور صناعة الويب وانخراط أناس عديدين فيها.
وإن أحد العوامل المؤثرة التي أثرت بشكل كبير في نمو الصناعة هي حزمة ما تراه هو ما تحصل عليه لبناء المواقع، وكان من أبرز البرمجيات المستخدمة لبناء الويب أدوبي دريمويفر,Microsoft Expression وWebDev. باستخدام هذه البرامج يمكن تقريباً لأي مستخدم أن يقوم بشكل سريع بإنشاء صفحة ويب وبقدر قليل من المعرفة، لكن مع ذلك تبقى الحاجة قائمة لمعرفة قواعد لغة الترميز لغة ترميز النص الفائق أو لغات البرمجة الأخرى في هذا المجال، ويمكن التغلب على الأمر وتعلمه بطريقة سريعة عن طريق الموارد والكتب والدروس المتاحة على الإنترنت.
إن الجيل القادم من التطبيقات في الويب يستغل النمو الكبير لـ LAMP ومنصة JAVA والتقنيات المتقدمة الأخرى بالإضافة إلى التكنولوجيا المعتمدة على إطار عمل NET الخاص بمايكروسوفت لإنتاج تطبيقات مفيدة تعمل على الإنترنت، في حين أن هنالك اتجاه حالي بين مطوري الويب لبرمجة معظم وظائف تطبيق الويب على شكل Web Services مما يمكن المطورين من إعادة استغلالها واستخدامها في تطبيقاتهم الخاصة.
كان من المعتاد أن يقوم المطور بتنفيذ أسطر برمجية في جهازه لإنجاز مهمة معينة بينما أسلوب Web Services يتيح له الاستفادة منها بشكل مباشر بدلاً من إعادة كتابتها محلياً مما يثري صناعة الإنترنت والمحتوى على حد سواء، هذا الأسلوب أحدث ثورة في طرق التواصل وتبادل المعلومات بين الأنظمة والمستخدمين وجعلها أسهل بكثير بدلاً من المركزية القاتمة التي كانت تتجلى في التخاطب مع الجهاز أو محطة العمل نفسها بشكل محدد.
إن التقدم الذي حدث في التجارة الإلكترونية هو مثال واضح يبين مدى التطور الذي طال مجال تطوير الويب مؤخراً والتغير الذي حدث في مواقع الإنترنت كموقع إيباي الخاص بالمزايدة في أُسلوب الشراء والبيع خير برهان، كما أن بعض المخازن على الإنترنت حصدت كمية كبيرة من المستهلكين وحصدت تجربة كبيرة في ذلك من بينها أمازون و Buy.com، ولعل ما يسمى بالتدوين ممثلاً في المدونات يعتبر مثالا آخرا للتطور الذي أحدثه الويب في أُسلوب التواصل وخير مثال عليها منصتي ووردبريس و Movable. وأدى ذلك إلى ظهور ما يسمى بنظم إدارة المحتوى المفتوحة المصدر مثل Drupal و Joomla و XOOPS و TYPO3 والذي أضاف الجديد لصناعة الويب وطوّر أُسلوب التواصل بشكل أكبر.
لقد تطور الويب ولم تعد المواقع الإلكترونية للتجارة والعمل فقط بل أضحت وسيلة تواصل لا غنى عنها ومواقع مثل فيس بوك وتويتر أضحت منصة يتواصل بها ملايين المستخدمين بحرية، هذا النوع من التواصل غيّر مفاهيم التسويق في التجارة الإلكترونية وأحدث ثورة في مجال الإعلان وعدد مرات النقر على الإعلان.

## حقول الويب

### برمجة جهة العميل
- حسنت Ajax من تجربة المستخدم في صفحات الويب وجعلتها أكثر تفاعلية.
- مشغل Flash Adobe Flash يعتبر إضافة أساسية لمتصفحات الإنترنت كواحدة من الأدوات التي تغني تطبيقات الويب والإنترنت. ويشكل إضافة تقنية Flex بإصدارتها الثانية للمشغل في نسخته التاسعة خطوة مهمة.
- JavaScript تعتبر مرافق أساسي لمتصفحات الإنترنت وتعد تجربة ثرية لتطبيقات الويب. الجدير بالذكر أن هذه اللغة هي اشتقاق من ECMAScript.
- مكتبة JQuery المكتوبة بلغة JavaScript والداعمة للمتصفحات تعمل على تبسيط وتسريع العمل والتعامل مع عناصر HTML.
- Microsoft Silverlight هذه الإضافة تسمح بعرض المقاطع المتحركة والفيديو العالي الجودة والجرافيك المصمم بتقنية المتجهات وهي مكتوبة بلغات إطار.NET و XAML.
- إن HTML5 و CSS3 بميزاتها الجديدة أصبحت بديلا وتقوم بكثير من وظائف تقنيتي Flash و Silverlight على مستوى تطوير واجهات الويب.

بالنظر لهذه الأشياء من منطلق ما يسمى بـ «أسلوب المظلة» فإن المتصفح يقوم بتنفيذ كل الأسطر البرمجية الخاصة بجهة العميل وتخزينها على العميل المحلي (متصفح الويب) بينما يقوم الخادم بتنفيذ مهمته مع الأسطر البرمجية الخاصة بجهة المضيف ثم يقوم بتحويل تلك النتائج إلى HTML وبالتالي تحديث النسخة المخزنة على المتصفح. علما بأن استقبال البيانات من جهة العميل بصورتها النهائية وإرسالها للخادم يعتبر خطر من الناحية الأمنية.

### برمجة جهة المضيف
- ASP وتملكها Micorosft .
- CSP, Server-Side ANSI C .
- ColdFusion وتملكها حاليا Adobe وسابقا Macromedia والذي يسبقها Allaire .
- CGI
- Groovy وهي لغة برمجة وإطارها المعروف Grails .
- Java وعلى وجه الخصوص Java EE الخاصة بتطوير ملحقات الويب.
- Lotus Domino
- Node.js
- لغة Perl وإطارات عملها CatalystH Dancer ,Mojolicious (جميعها مفتوحة المصدر).
- لغة PHP وهي مفتوحة المصدر.
- Python وإطار عملها Django المفتوح المصدر.
- Real Studio Web Edition
- لغة Ruby وإطار عملها Ruby on Rails المفتوح المصدر.
- لغة Smalltalk وإطارات عملها Seaside و AIDA/Web .
- SSJS Server-Side JavaScript ومن أمثلة مخادم الويب التي تعمل عليها Aptana Jaxer و Mozilla Rhino .
- WebDNA وتملكها WSC .
- Websphere وتملكها شركة IBM .